# Oneria tasmanensis
Oneria tasmanensis är en sjöstjärneart som beskrevs av Ross Robert Mackerras Rowe 1981. Oneria tasmanensis ingår i släktet Oneria och familjen Ophidiasteridae. Inga underarter finns listade i Catalogue of Life.